# Sinterklaas en de Pepernoten Chaos
Sinterklaas en de Pepernoten Chaos is een Nederlandse jeugdfilm uit 2013 geregisseerd door Martijn van Nellestijn met onder anderen in de hoofdrollen Pamela Teves, Wim Rijken, Tony Neef en Hetty Heyting.

## Verhaal
Veel mensen hebben te maken met de economische crisis, zo ook de minder succesvolle en harde zakenman Brutus Brein. Brutus ziet de cijfers van zijn bedrijf steeds verder in het rood dalen. De enige persoon die geen hinder van de crisis ondervindt is Sinterklaas. Brutus ziet zijn kans om van zijn schuld af te komen door zijn producten aan de goedheiligman te verkopen. Wanneer Brutus merkt dat Sinterklaas geen interesse heeft in zijn producten, bedenkt hij samen met zijn moeder Dr. Brein en haar handlangers Joris en Boris een list om Sinterklaas te beroven.
Ondertussen is er, onder toezicht van Tante Til, op het Kasteel van Sinterklaas een vrolijke cupcakewedstrijd. Onopgemerkt worden alle miljoenmiljard pepernoten en een hoop pakjes gestolen. Niemand lijkt de roof door te hebben, behalve de twee kinderen Milan en Eva. De kinderen hebben de plannen van de gemene Brutus onderschept en doen er alles aan om Sinterklaas in te lichten. Milan en Eva komen terecht in een race tegen de klok om het komende Sinterklaasfeest te redden.

## Rolverdeling
| Acteur                 | Personage                     |
| ---------------------- | ----------------------------- |
| Wim Rijken             | Sinterklaas                   |
| Bert Kuizenga          | Pendulepiet                   |
| Bo van Vliet           | Postpiet                      |
| Bas van den Brink      | Jurypiet                      |
| Alex van Bergen        | Pakjespiet                    |
| Pamela Teves           | Dr. Brein                     |
| Tony Neef              | Brutus Brein                  |
| Marga Bult             | Secretaresse Brutus Brein     |
| Martijn van Nellestijn | Joris                         |
| Richard de Ruijter     | Boris                         |
| Willeke Alberti        | Hare Gepensioneerde Majesteit |
| Freek Bartels          | Lakei 1                       |
| Patrick Martens        | Lakei 2                       |
| Hetty Heyting          | Tante Til                     |
| Gerard Joling          | Gerard Joling                 |
| Patty Brard            | Geertruida Wijntje            |
| Anne-Mieke Ruyten      | Moeder Jennie                 |
| Jorrit Wegman          | Milan                         |
| Fleur du Pré           | Eva                           |
| Arne Vanhaecke         | Verslaggever 1                |
| Herman Verbruggen      | Verslaggever 2                |
| Kris van de Geer       | Cameraman                     |
| Kay van Dorp           | Krantenbezorger Metro         |
| Allard Derksen         | Agent 1                       |
| Cèdric Otten           | Agent 2                       |
| Jennie de Gunst        | Agent 3                       |
| Lisa Vol               | Lisa                          |
| Amy Vol                | Amy                           |
| Shelley Vol            | Shelley                       |

## Trivia
- Het is de eerste film uit de sinterklaasfilmreeks van SRSP Films zonder Coole Piet Diego. Diego is overigens wel te zien op de Pepernoten-muziekmix die begin oktober 2013 uitkwam.
- In de film zijn Patrick Martens en Freek Bartels samen te zien. Tijdens het draaien van de film waren zij nog een stel, echter een week voor de première kwam het nieuws naar buiten dat na twee jaar een einde was gekomen aan hun relatie. Bartels was niet aanwezig op de première.
- Westraven, een kantoorgebouw van Rijkswaterstaat, stond decor voor het kantoor van de slechterik Brutus Brein.